# Ganajur, Haveri
Ganajur là một làng thuộc tehsil Haveri, huyện Haveri, bang Karnataka, Ấn Độ.